# Oreolpium nymphum
Espèce
Oreolpium nymphum est une espèce de pseudoscorpions de la famille des Garypinidae.

## Distribution
Cette espèce est endémique d'Oregon aux États-Unis. Elle se rencontre dans les comtés de Lane, de Douglas, de Jackson, de Linn et de Marion.

## Description
Les mâles mesurent de 1,87 à 2,00 mm  et les femelles de 2,19 à 2,33 mm.

## Publication originale
- Benedict & Malcolm, 1978 : Some garypoid false scorpions from western North America (Pseudoscorpionida: Garypidae and Olpiidae). Journal of Arachnology, vol. 5, p. 113-132 (texte intégral).